# Keduscha
Die Keduscha (hebräisch תְּפִילַת קְדוּשָּׁה ‚Heiligung‘) ist ein jüdisches Gebet. Textgrundlage ist die Berufungsvision des Propheten Jesaja: „Heilig, heilig, heilig ist Gott der Herr Zebaoth“ (Jes 6,3 ), die auch im christlichen Gottesdienst im Sanctus verwendet wird.

## Liturgie
Die Keduscha ist seit der tannaitischen Zeit Bestandteil des jüdischen Gebets. Sie bildet traditionell den dritten Teil der Amida (Achtzehnbittengebet). Die Liturgie variiert zwischen den verschiedenen Gemeinden und während verschiedenen Gottesdiensten, aber sie alle haben folgende Segenssprüche gemeinsam:
- קָדוֹשׁ קָדוֹשׁ קָדוֹשׁ ה' צְבָאוֹת מְלֹא כָל הָאָרֶץ כְּבוֹדוֹ ‚Heilig, heilig, heilig, Gott Zebaoth, die Fülle der ganzen Erde ist seine Herrlichkeit!‘
- בָּרוּךְ כְּבוֹד ה' מִמְּקוֹמוֹ ‚Gesegnet die Herrlichkeit Gottes ihres Ortes‘
- יִמְלֹךְ ה' לְעוֹלָם. אֱלֹהַיִךְ צִיּוֹן לְדֹר וָדֹר. הַלְלוּיָהּ ‚Ewig regiert Gott, Dein Gott, Zion, Geschlecht für Geschlecht, Hallalujah‘. [sic!][2]

Anschließend folgt der Segensspruch „Keduschat ha-Schem“ (בִּרְכַּת הָאֵל הַקָּדוֹשׁ / בִּרְכַּת קְדוּשַׁת הָשֵׁם ‚Heiligkeit Gottes‘).

„Du bist heilig, und Dein Name ist heilig, und Heilige rühmen Dich jeden Tag, Sela. Gelobt seist Du […]“

Im Anschluss folgt „Keduschat ha-Jom“ (קְדוּשַׁת הָיוֹם ‚Heiligkeit des Tages‘).
Die Keduscha wird im Morgengebet (Schacharit) und Musaf (תְּפִלַּת מוּסָף, Zusatzgebet am Sabbat und an Feiertagen) durch zusätzliche Lobpreisungen ergänzt und erweitert.

## Textauszug und Übersetzung
| (חזן) נְקַדֵּשׁ אֶת שִׁמְךָ בָּעוֹלָם כְּשֵׁם שֶׁמַּקְדִּישִׁים אוֹתוֹ בִּשְׁמֵי מָרוֹם כַּכָּתוּב עַל יַד נְבִיאֶךָ וְקָרָא זֶה אֶל זֶה וְאָמַר (קו"ח) קָדוֹשׁ קָדוֹשׁ קָדוֹשׁ ה' צְבָאוֹת מְלֹא כָל הָאָרֶץ כְּבוֹדוֹ (חזן) אָז בְּקוֹל רַעַשׁ גָּדוֹל אַדִּיר וְחָזָק מַשְׁמִיעִים קוֹל מִתְנַשְּׂאִים לְעֻמַּת שְׂרָפִים לְעֻמָּתָם בָּרוּךְ יֹאמֵרוּ: (קו"ח) בָּרוּךְ כְּבוֹד יְהֹוָה מִמְּקוֹמוֹ: (חזן) מִמְּקוֹמְךָ מַלְכֵּנוּ תוֹפִיעַ וְתִמְלוֹךְ עָלֵינוּ כִּי מְחַכִּים אֲנַחְנוּ לָךְ. מָתַי תִּמְלֹךְ בְּצִיּוֹן בְּקָרוֹב בְּיָמֵינוּ לְעוֹלָם וָעֶד תִּשְׁכּוֹן תִּתְגַּדַּל וְתִתְקַדַּשׁ בְּתוֹךְ יְרוּשָׁלַיִם עִירְךָ לְדוֹר וָדוֹר וּלְנֵצַח נְצָחִים. וְעֵינֵינוּ תִרְאֶינָה מַלְכוּתֶךָ כַּדָּבָר הָאָמוּר בְּשִׁירֵי עֻזֶּךָ עַל יְדֵי דָּוִד מְשִׁיחַ צִדְקֶךָ: (קו"ח) יִמְלֹךְ יְהֹוָה לְעוֹלָם. אֱלֹהַיִךְ צִיּוֹן לְדֹר וָדֹר. (חזן) לְדוֹר וָדוֹר נַגִּיד גָּדְלֶךָ. וּלְנֵצַח נְצָחִים קְדֻשָׂתְךָ נַקְדִּישׁ. וְשִׁבְחֲךָ אֱלהינוּ מִפִּינוּ לֹא יָמוּשׁ לְעוֹלָם וָעֶד. כִּי אל מֶלֶךְ גָּדוֹל וְקָדוֹשׁ אָתָּה:בָּרוּךְ אַתָּה יהוה. הָאל הַקָּדוֹשׁ: | „(Vorbeter bei der lauten Wiederholung des Gebetes:) Wir wollen Deinen Namen in dieser Welt heiligen, wie sie in den Himmeln der Höhe seine Heiligkeit aussprechen, wie durch Deinen Propheten geschrieben ist: Und es ruft einer dem andern zu und spricht: (Gemeinde und Vorbeter) ‚Heilig, heilig, heilig Gott Zebaoth, die Fülle der ganzen Erde ist seine Herrlichkeit!‘ (Vorbeter) Dann mit großem, mächtigem und starken Sturmeslaut lassen sie die Stimme vernehmen, sich den Seraphim entgegen erhebend, sprechen sie zueinander gewendet: ‚Gesegnet!‘ (Gem. u. Vorb.) ‚Gesegnet die Herrlichkeit Gottes ihres Ortes!‘ (Vorbeter) Von Deinem Orte wollest Du, unser König, erscheinen, und als König über uns walten, denn Dein harren wir, wann Du als König in Zion walten werdest, wolle bald in unseren Tagen dort für immer Stätte nehmen! Wolle Dich in Deiner Größe und Herrlichkeit in Jeruschalaim, Deiner Stadt, für alle Geschlechter und alle Ewigkeiten zeigen! Mögen unsere Augen Deine Herrschaft sehen nach dem in den Liedern Deiner Macht durch David, den Gesalbten Deines Rechts, gesprochenen Wort: (Gem. u. Vorb.) ‚Ewig regiert Gott, dein Gott Zion, Geschlecht für Geschlecht, Hallalujah!‘ (Vorbeter) Geschlecht für Geschlecht wollen wir Deine Größe verkünden und in aller Ewigkeit Deine Heiligkeit aussprechen, und Dein Preis, unser Gott, soll von unserem Munde in aller Ewigkeit nicht weichen, denn ein großer und heiliger König bist, Gott, Du; gesegnet seist Du, Gott, heiliger Gott!“ |
| | Quelle: Samson Raphael Hirsch: Sidur tefilot Yisrael, Israels Gebete (סדור תפלות ישראל). |